# Lill-Bölsträsket
Lill-Bölsträsket är en sjö i Piteå kommun i Norrbotten och ingår i Jävreåns huvudavrinningsområde.